# Cedar Crest (Nou Mèxic)
Cedar Crest és una concentració de població designada pel cens dels Estats Units a l'estat de Nou Mèxic. Segons el cens del 2000 tenia 1.060 habitants.

## Demografia
Segons el cens del 2000, Cedar Crest tenia 1.060 habitants, 470 habitatges, i 322 famílies. La densitat de població era de 323,9 habitants per km².
Dels 470 habitatges en un 23,8% hi vivien nens de menys de 18 anys, en un 57,7% hi vivien parelles casades, en un 8,1% dones solteres, i en un 31,3% no eren unitats familiars. En el 26% dels habitatges hi vivien persones soles el 5,1% de les quals corresponia a persones de 65 anys o més que vivien soles. El nombre mitjà de persones vivint en cada habitatge era de 2,22 i el nombre mitjà de persones que vivien en cada família era de 2,64.
Per edats la població es repartia de la següent manera: un 19,2% tenia menys de 18 anys, un 4,6% entre 18 i 24, un 27,1% entre 25 i 44, un 36% de 45 a 60 i un 13% 65 anys o més.
L'edat mediana era de 45 anys. Per cada 100 dones de 18 o més anys hi havia 96,3 homes.
La renda mediana per habitatge era de 50.865 $ i la renda mediana per família de 62.054 $. Els homes tenien una renda mediana de 42.400 $ mentre que les dones 28.500 $. La renda per capita de la població era de 27.263 $. Aproximadament el 5,1% de les famílies i el 7,6% de la població estaven per davall del llindar de pobresa.

## Poblacions més properes
El següent diagrama mostra les poblacions més properes.